# 齊格爾格拉本河
49°49′22″N 9°52′23″E / 49.822776°N 9.873192°E
齊格爾格拉本河是德國的河流，位於該國東南部，由巴伐利亞負責管轄，屬於美因河的右支流，河道全長1.6公里，流經法伊茨赫希海姆。